# Bruno Tabacci
Bruno Tabacci (Quistello, Mantua, 27 de agosto de 1946) es un político italiano, miembro de la Cámara de Diputados. Presidente del Centro Democrático y miembro de Más Europa, anteriormente formó parte de la Democracia Cristiana y se desempeñó como presidente de la región de Lombardía de 1987 a 1989.

## Trayectoria
Licenciado en Economía por la Universidad de Parma, fue consultor autónomo en economía y finanzas.
A principios de los años 80 fue jefe de la oficina de estudios del Ministerio de Industria junto con Giovanni Marcora y posteriormente jefe de la Secretaría Técnica de la Tesorería con Giovanni Goria.
De 1970 a 1985 fue concejal de varios municipios de la provincia de Mantua, incluida la propia Mantua. De 1985 a 1991 ocupó el puesto consejero regional de Lombardía y de 1987 a 1989 también se desempeñó como presidente de la Región, un periodo durante el que tuvo lugar la desastrosa inundación en Valtellina (julio-septiembre de 1987). En 1988 se desempeñó como presidente de Alpe-Adria, una asociación de las regiones alpina y adriática; una experiencia de cooperación internacional significativa con áreas de Europa del Este antes de la caída del muro de Berlín. En 1990 se convirtió en jefe del grupo del consejo de DC y luego en vicepresidente del consejo regional. En 1991 fue presidente de la Comisión de Reestructuración del Sector Ganadero del Ministerio de Agricultura.
Durante la XI legislatura (1992-1994) resultó ser elegido diputado parlamentario nacional por la circunscripción de Mantua, miembro de la Comisión de Presupuesto y proponente de la Ley Financiera de 1994 establecida por el Gabinete de Ciampi.
Estuvo en el consejo de administración de Eni en Snam de Efibanca. Entre 1999 y 2000 llegó a ser presidente de Autocisa (A15 Parma - La Spezia), a la que dimitió cuando se convirtió en candidato al Parlamento italiano.
Fue reelegido diputado parlamentario en 2001 por la Casa de las Libertades en el distrito electoral de Castiglione delle Stiviere. Posteriormente se incorporó al grupo UDC (CCD-CDU). En junio de 2001 terminó siendo elegido presidente de la décima comisión parlamentaria de producción, comercio y turismo italiano.
Tabacci fue uno de los miembros más activos del parlamento, introduciendo proyectos de ley, como Nuevos estándares en la autoridad de seguridad, regulación e inspección, donde se desempeñó como signatario principal, así como varias propuestas y enmiendas sobre temas de energía e inmigración. El 11 de diciembre de 2001 fue nombrado Coordinador de VAST, comité de evaluación de decisiones científicas y tecnológicas, por decreto del Presidente de la Cámara.
En agosto de 2002 es encargado como presidente de la comisión de cooperación italo-mexicana.
En 2006 fue diputado parlamentario por la UDC y se convirtió en miembro de la comisión de Hacienda. En 2008 fundó, junto con Savino Pezzotta y Mario Baccini, el partido Rosa Blanca además resultó reelegido diputado entre las filas de la Unión del Centro.
En 2012 fundó el Centro Democrático y con este partido aliado del PD. En 2013 resultó ser reelegido como diputado. En 2018 le otorgó al partido político Más Europa de Emma Bonino el símbolo del Centro Democrático para eximirla de la recogida de firmas exigida por la ley italiana para presentar la lista a las elecciones (mientras que los partidos que eligieron diputados en la elección anterior están exentos). En las elecciones generales de 2018, fue reelegido en el distrito electoral uninominal de Milán 1.